# أكيرا كوبتا
أَكيرا كوبٌتا (باليابانية: 久保田 陽) (12 أبريل 1973 في كيوتو في اليابان – )؛ هو لاعب كرة قدم ياباني سابق كان يلعب كلاعب وسط.

## وصلات خارجية
- أكيرا كوبتا على موقع رابطة كرة القدم اليابانية للمحترفين (اليابانية)
- أكيرا كوبتا على موقع عالم كرة القدم.نت (الإنجليزية)